# Saint-Andéol-le-Château
Saint-Andéol-le-Château és un municipi francès situat al departament del Roine i a la regió d'Alvèrnia-Roine-Alps. L'any 2007 tenia 1.536 habitants.

## Demografia

### Població
El 2007 la població de fet de Saint-Andéol-le-Château era de 1.536 persones. Hi havia 568 famílies de les quals 86 eren unipersonals (43 homes vivint sols i 43 dones vivint soles), 190 parelles sense fills, 259 parelles amb fills i 33 famílies monoparentals amb fills.
La població ha evolucionat segons el següent gràfic:
Habitants censats

### Habitatges
El 2007 hi havia 603 habitatges, 565 eren l'habitatge principal de la família, 9 eren segones residències i 29 estaven desocupats. 531 eren cases i 71 eren apartaments. Dels 565 habitatges principals, 448 estaven ocupats pels seus propietaris, 102 estaven llogats i ocupats pels llogaters i 15 estaven cedits a títol gratuït; 4 tenien una cambra, 23 en tenien dues, 74 en tenien tres, 151 en tenien quatre i 313 en tenien cinc o més. 433 habitatges disposaven pel capbaix d'una plaça de pàrquing. A 190 habitatges hi havia un automòbil i a 349 n'hi havia dos o més.

### Piràmide de població
La piràmide de població per edats i sexe el 2009 era:
| Homes | Edats   | Dones |
| ----- | ------- | ----- |
| 0     | 95 o +  | 0     |
| 4     | 90 a 94 | 4     |
| 0     | 85 a 89 | 4     |
| 12    | 80 a 84 | 8     |
| 4     | 75 a 79 | 20    |
| 20    | 70 a 74 | 16    |
| 20    | 65 a 69 | 32    |
| 32    | 60 a 64 | 24    |
| 36    | 55 a 59 | 36    |
| 72    | 50 a 54 | 64    |
| 40    | 45 a 49 | 40    |
| 56    | 40 a 44 | 32    |
| 68    | 35 a 39 | 80    |
| 56    | 30 a 34 | 64    |
| 40    | 25 a 29 | 36    |
| 20    | 20 a 24 | 16    |
| 72    | 15 a 19 | 44    |
| 60    | 10 a 14 | 48    |
| 60    | 5 a 9   | 36    |
| 52    | 0 a 4   | 28    |

## Economia
El 2007 la població en edat de treballar era de 1.038 persones, 763 eren actives i 275 eren inactives. De les 763 persones actives 730 estaven ocupades (392 homes i 338 dones) i 34 estaven aturades (13 homes i 21 dones). De les 275 persones inactives 106 estaven jubilades, 105 estaven estudiant i 64 estaven classificades com a «altres inactius».

### Ingressos
El 2009 a Saint-Andéol-le-Château hi havia 574 unitats fiscals que integraven 1.583 persones, la mediana anual d'ingressos fiscals per persona era de 22.305 €.

### Activitats econòmiques
Dels 72 establiments que hi havia el 2007, 2 eren d'empreses extractives, 1 d'una empresa alimentària, 1 d'una empresa de fabricació d'altres productes industrials, 16 d'empreses de construcció, 14 d'empreses de comerç i reparació d'automòbils, 2 d'empreses de transport, 2 d'empreses d'hostatgeria i restauració, 2 d'empreses d'informació i comunicació, 3 d'empreses financeres, 1 d'una empresa immobiliària, 11 d'empreses de serveis, 14 d'entitats de l'administració pública i 3 d'empreses classificades com a «altres activitats de serveis».
Dels 17 establiments de servei als particulars que hi havia el 2009, 2 eren tallers de reparació d'automòbils i de material agrícola, 4 guixaires pintors, 3 fusteries, 4 lampisteries, 1 electricista, 2 perruqueries i 1 restaurant.
Dels 4 establiments comercials que hi havia el 2009, 1 era una fleca, 1 una llibreria, 1 una botiga de mobles i 1 una perfumeria.
L'any 2000 a Saint-Andéol-le-Château hi havia 6 explotacions agrícoles.

## Equipaments sanitaris i escolars
L'únic equipament sanitari que hi havia el 2009 era una ambulància.
El 2009 hi havia 1 escola maternal i 1 escola elemental.

## Poblacions més properes
El següent diagrama mostra les poblacions més properes.